# Marco Lívio Salinador
Marco Lívio Salinador (em latim: Marcus Livius Salinator) foi um político da gente Lívia da República Romana eleito cônsul por duas vezes, em 219 e 207 a.C., com Lúcio Emílio Paulo e Caio Cláudio Nero respectivamente. Caio Lívio Salinador, cônsul em 188 a.C., era seu filho. Seu cognome ("Salinador") é uma referência a um imposto sobre o sal criado durante seu censorado e que passou a designar os membros de sua família.
Segundo a tradição, Marco ou, mais provavelmente, Caio, seu filho, foi o fundador da cidade de Forlì, com o nome de Fórum de Lívio (Forum Livii), em 188 a.C..

## Primeiro consulado (219 a.C.)

Mediterrâneo em, imediatamente antes do início da Segunda Guerra Púnica

Foi eleito cônsul pela primeira vez em 219 a.C. com Lúcio Emílio Paulo. Junto com o colega, conduziu a Segunda Guerra Ilírica contra os ilírios de Demétrio de Faros. Os dois foram vitoriosos e obrigaram Demétrio a fugir para a corte de Filipe V da Macedônia. A vitória foi celebrada por um triunfo. Logo depois, foram processados pelos tribunos da plebe, acusados de não terem dividido corretamente o butim. Salinador foi condenado por todas as tribos, exceto uma, e Emílio Paulo escapou por pouco.

## Segunda Guerra Púnica

### Período intermediário (218–208 a.C.)
Aparentemente a sentença foi injusta e Lívio se retirou para suas propriedades no campo, onde permaneceu por muitos anos, deixando de participar da vida política romana. Depois de sete anos, em 210 a.C., durante a Segunda Guerra Púnica, Roma não podia prescindir de qualquer cidadão na guerra que travava por sua própria sobrevivência e Salinador foi reconvocado pelos cônsules e convidado a reassumir seu posto no Senado, onde, porém, ficou sem falar por mais dois anos, até ser finalmente obrigado a discursar para defender, em 208 a.C., um parente, Marco Lívio Macato, que também foi acusado injustamente. No ano seguinte, foi eleito cônsul novamente.

### Segundo consulado (207 a.C.)
A invasão da Itália setentrional por Asdrúbal Barca tornou premente a escolha de generais com experiência de guerra. A constituição romana, porém, impunha que um dos dois cônsules fosse plebeu e a morte de muitos generais plebeus fez com que Lívio fosse um dos últimos disponíveis. Ele inicialmente recusou a própria candidatura:
| “ | Se o consideram um homem bom, por o condenaram como se fosse um homem mau e malicioso? Se o julgaram culpado, por que depois de um consulado considerado ruim, lhe oferecem outro? | ” |
|   | — Lívio, Ab Urbe Condita XVII, 34. |   |

Os senadores lembraram-lhe de Marco Fúrio Camilo que, retornando do exílio, salvou a pátria romana, o que acabou convencendo-o a aceitar a eleição. Em 209 a.C., foi eleito com Caio Cláudio Nero,

#### Batalha do Metauro

Em roxo, a marcha de Asdrúbal, irmão mais novo de Aníbal, até sua derrota final na Batalha do Metauro pelas mãos de Salinador e Nero.

Salinador conduziu a guerra com um forte ressentimento em relação aos seus compatriotas. Quando Fábio Máximo ("o Protelador") urgiu que ele não iniciasse um combate antes de conhecer bem a força inimiga, Lívio respondeu que combateria assim que possível, para poder receber a glória ou a satisfação de ver seus concidadãos derrotados. Seu comportamento, porém, não foi tão impetuoso quanto seu discurso. O sorteio decidiu que Lívio deveria lutar contra Asdrúbal no norte enquanto Nero seria responsável por combater Aníbal no sul. Asdrúbal estava tentando reunir suas forças com as de Aníbal, mas alguns de seus mensageiros, que levavam instruções sobre seus movimentos e uma proposta de reunião na Úmbria, foram interceptados por Nero.
Ele imediatamente respondeu enviando 7 000 homens e seguiu para reunir suas forças com Lívio em seu acampamento em Sena. Os dois cônsules decidiram atacar imediatamente, mas Asdrúbal, sabendo da chegada do outro cônsul, evitou o combate e se retirou em direção a Arímino. Os romanos o seguiram e o obrigaram a lutar na Batalha do Metauro, na qual o exército cartaginês foi completamente derrotado e Asdrúbal, morto em combate. Durante este combate, Lívio jurou construir um templo dedicado a deusa Juventa no Circo Máximo, completado e dedicado dezesseis anos depois.

#### Triunfo
Os cônsules celebraram um triunfo, com Lívio num carro e Nero cavalgando ao seu lado, principalmente por que a batalha se realizou no território designado a ele e por causa dos auspícios, apesar de a opinião pública atribuir o mérito da vitória a Nero. Além disso, seu exército pôde voltar à Roma, ao passo que o de Nero teve que permanecer à disposição do Senado enquanto Aníbal estava na região.

### Anos seguintes
Ainda em 207 a.C., Lívio foi nomeado ditador comitiorum habendorum causa para convocar a Assembleia das centúrias e realizar as eleições consulares. Seu mestre da cavalaria (magister equitum) foi Quinto Cecílio Metelo, que seria eleito cônsul no ano seguinte. Em 206 a.C., comandou as forças romanas na Etrúria, compostas por duas legiões de voluntários (volones), como procônsul. Seu mandato foi prorrogado por dois anos seguidos.
No final de 205 a.C., Lívio avançou da Etrúria até a Gália Cisalpina para apoiar o pretor Espúrio Lucrécio, que estava tentando impedir o avanço de Magão, que havia desembarcado na Ligúria. A força reunida dos dois conseguiu impedir o avanço do general cartaginês.
Em 204 a.C., Lívio foi eleito censor juntamente com seu antigo adversário e ex-colega de consulado, Cláudio Nero. O rancor há muito tempo sufocado entre estes dois homens orgulhosos e altivos finalmente eclodiu durante o mandato dos dois e causou problemas durante o mandato dos dois. Aparentemente, o culpado foi Nero. Os censores possuíam cavalos públicos (equus publicus); durante uma cobrança dos equestres, que era uma parte das funções dos censores, quando o arauto chegou à tribo Polia, à qual Lívio pertencia, e hesitou em chamá-lo, Nero disse em voz alta "Convoca Marco Lívio" e logo ordenou ao colega que colocasse a venda o cavalo, pois tinha sido condenado pelo povo. Como represália, Lívio obrigou que Nero fizesse o mesmo.
Ao final do censorado, quando os censores deviam realizar seus juramentos e depositar seus registros oficiais no Erário de Saturno, cada um deles lançou o nome de seu colega entre os erários (aerarii) e Lívio, além disso, degradou como erários os cidadãos de todas as tribos que o haviam condenado e, depois disto, o haviam eleito ao consulado e ao censorado. A única exceção foi a tribo "Mécia", a única que não o havia condenado.
A indignação dos romanos pelo comportamento dos censores fez com que Cneu Bébio Tânfilo, um tribuno da plebe, processasse os dois. Mas o processo foi recusado por influência do Senado.